# Raymond Davis Jr.
Raymond Davis Jr. (Washington, 14 ottobre 1914 – New York, 31 maggio 2006) è stato un chimico e fisico statunitense.
È famoso per essere stato l'ideatore dell'esperimento di Homestake, nella omonima miniera di Dakota del Sud, che tra gli anni settanta e gli anni novanta portò all'individuazione dei neutrini solari.

## Biografia
Davis è nato a Washington, dove suo padre era un fotografo per il National Bureau of Standards.
Si è laureato in chimica all'Università del Maryland nel 1938. Ha anche ricevuto il Ph.D in chimica fisica a Yale nel 1942.
Nel 2002, insieme a Riccardo Giacconi e Masatoshi Koshiba, ha ricevuto il premio Nobel per la fisica "per i contributi pionieristici all'astrofisica, e in particolare per l'individuazione dei neutrini cosmici".
Nel 2003 ha ricevuto il Premio Enrico Fermi dal Dipartimento dell'Energia degli Stati Uniti d'America.